# Паола (Мальта)
Пао́ла (мальтийск. Paola, также Pawla и Paula), другое название Рахал Дждид ( мальтийск. Raħal Ġdid, Новый город) — город на Мальте.

## Общие сведения
Город Паола расположен в юго-восточной части острова Мальта, южнее Ла-Валлетты, в непосредственной близости от города Таршин. Входит в округ Южная Гавань. Основан в 1626 году рыцарями Мальтийского ордена и назван в честь гроссмейстера ордена Антуана де Поля (от варианта орфографии его фамилии Paula). Вплоть до конца XIX столетия Паола представлял собой незначительное поселение, но затем разросся, став местом жительства многочисленных рабочих построенных поблизости морских верфей.
Весьма популярен на Мальте местный футбольный клуб Хибернианс Паола, один из ведущих в стране. «Хиберниенс Паола» являются 15-кратными чемпионами Мальты. Построенный здесь клубный стадион «Хибернианс футбол граунд» вмещает до 8 тысяч болельщиков и соответственно второй по величине на Мальте.
Из достопримечательностей Паолы следует назвать относящийся к Всемирному наследию ЮНЕСКО подземный храм-гекатей Хал-Сафлиени и кафедральный собор XVII столетия.

## Дополнения

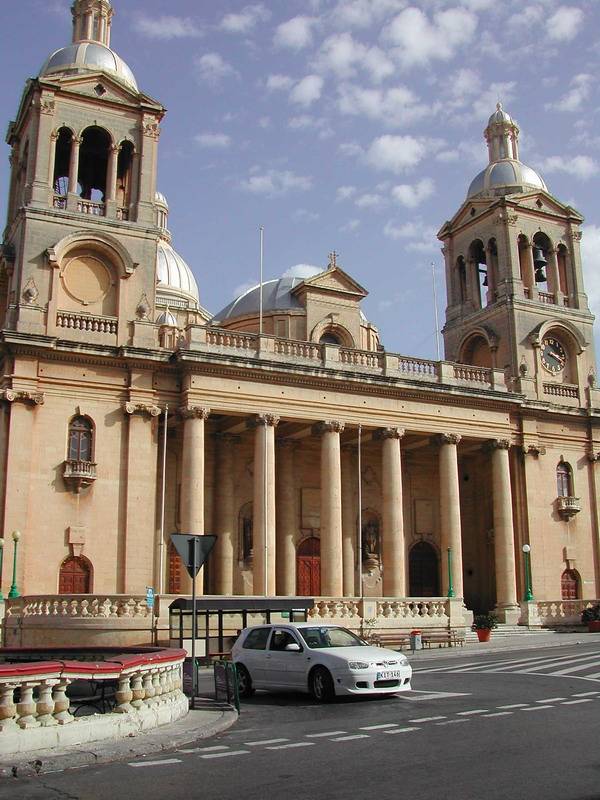
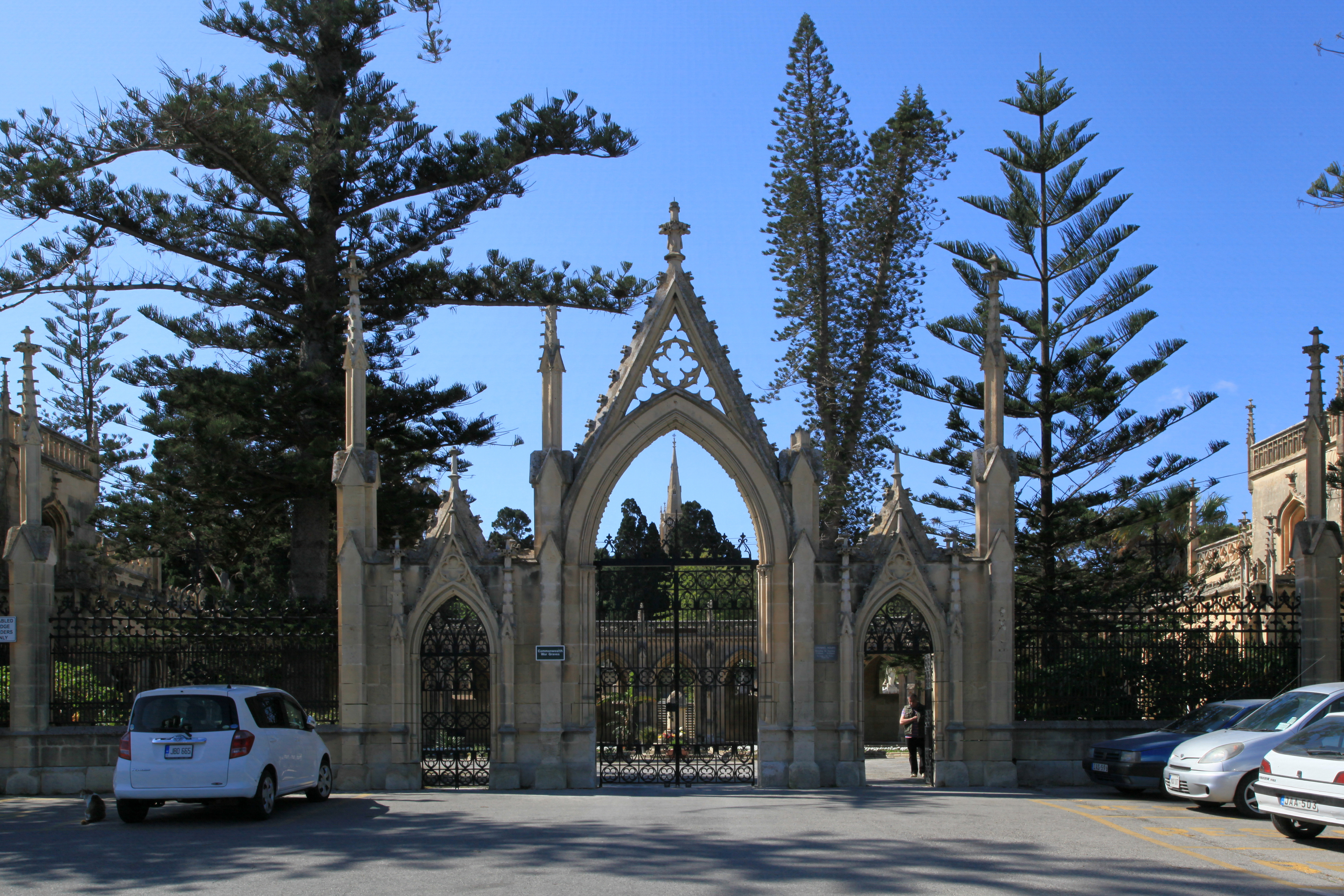
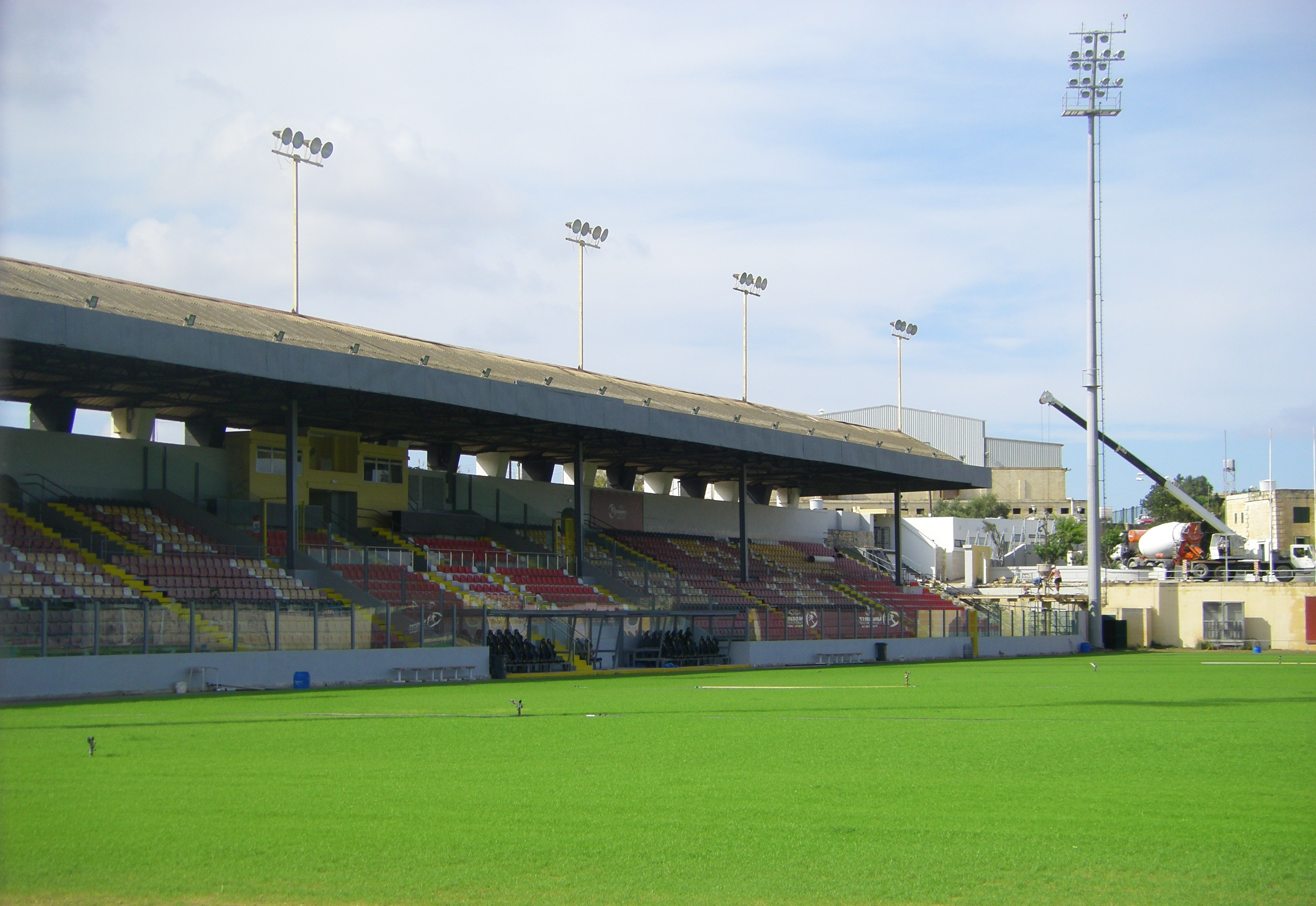